# Megaselia incostans
Megaselia incostans is een vliegensoort uit de familie van de bochelvliegen (Phoridae). De wetenschappelijke naam van de soort werd voor het eerst geldig gepubliceerd in 1921 door Santos Abreu.